# Заселина
Засе́лина (рос. Заселина) — присілок у складі Талицького міського округу Свердловської області.
Населення — 33 особи (2010, 32 у 2002).
Національний склад станом на 2002 рік: росіяни — 88 %.